# 羅素3000指數
羅素3000指數（指數代號：RUA）是一個資本加權的股票市場指數，旨在於成為整個美國股票市場的基準。它包括了在美國註冊的總市值最大的3,000家上市公司，約占美國公共股票市場的 97%。該指數於1984年1月1日推出，由倫敦證券交易所集團旗下的子公司FTSE Russell維護。

## 十大成分股
- 蘋果 (NASDAQ：AAPL)
- 微軟 (NASDAQ：MSFT)
- 亞馬遜 (NASDAQ：AMZN)
- 字母控股 (Class A) (NASDAQ：GOOGL)
- 特斯拉 (NASDAQ：TSLA)
- 字母控股 (Class C) (NASDAQ：GOOG)
- Meta Platforms (NASDAQ：FB)
- 英偉達 (NASDAQ：NVDA)
- 伯克希爾·哈撒韋公司 (：BRK.B)
- 聯合健康集團 (：UNH)

(截至2021年12月31日)

## 外部連結
- 指數構建和方法論 （页面存档备份，存于）
- Yahoo! Finance ^RUA頁面 （页面存档备份，存于）
- Bloomberg RAY:IND頁面 （页面存档备份，存于）